# Абията
Абията (Абайта; амх. አሲያታ ሐይቅ) — солёное озеро в Эфиопии, располагается в центре страны на территории зоны Восточная Шоа региона Оромия. Площадь водной поверхности составляет 205 км². Максимальная глубина достигает 9,5 метра или, по другим данным, 14 метров.
Озеро находится в национальном парке Абията-Шала, на высоте 1579 м над уровнем моря.